# Куров (Словакия)
Куров (словац. Kurov) — село и одноимённая община в округе Бардеёв Прешовского края Словакии. В письменных источниках начинает упоминаться с 1332 года.

## География
Село расположено в северной части края, к северу от реки Топли, при автодороге 3484. Абсолютная высота — 397 метров над уровнем моря. Площадь муниципалитета составляет 11,85 км².

## Население
| Год:                | 1994 | 2004    | 2014    | 2024     |
| ------------------- | ---- | ------- | ------- | -------- |
| Количество человек: | 552  | 559     | 612     | 727      |
| Разница:            |      | +1,26 % | +9,48 % | +18,79 % |

По данным последней официальной переписи 2011 года, численность населения Курова составляла 599 человек.